# アイ・キャント・ヘルプ・イット
「アイ・キャント・ヘルプ・イット」（I Can't Help It (If I'm Still in Love with You)）は、MGMレコードでハンク・ウィリアムズが作詞作曲し、オリジナルを録音した楽曲。この曲はビルボードのカントリー・シングル・チャートで1951年にナンバー2ヒットとなった。ウィリアムズの自伝にはジョージ・ジョーンズがこの曲の最初の6行を印刷して、「この歌詞はこれ以上ないぐらいシンプルで - 深い」と述べたとある。

## 録音と構成
コリン・エスコットの2004年の書籍 Hank Williams: The Biography によると、フィドラーのジェリー・リヴァーズはハンクが曲をツアーのセダンの中で書くと常々主張しており、ハンクが歌いだしの行、"Today I passed you on the street,"（今日、街であなたとすれ違った）を思いついて助言を求めたときに、スティール・ギタリストのドン・ヘルムズが "And I smelled your rotten feet."（あなたの臭い足を嗅いだ）と返したと語っている。曲はテネシー州ナッシュビルのキャッスル・スタジオで、1951年3月16日に録音され、MGMカタログの10961番として公開された。ウィリアムズはこのセッションでリヴァーズ、ヘルムズ、サミー・プリューエット（エレクトリック・ギター）、ジャック・シュック（リズム・ギター）、アーウィン・ニュートンないしハワード・"セドリック・レインウォーター"・ワッツ（ベース）およびピアノにオウエン・ブラッドリーかプロデューサーのフレッド・ローズが入ったドリフティング・カウボーイズに伴奏された。この曲は"Howlin' at the Moon" のB面として発売されたが、そのシンプルな歌詞と情熱的な歌唱によってビルボード・カントリー・シングル・チャートの2位に上昇した。(Hank Williams discography#singles)
ウィリアムズはこの曲を1952年4月23日のKate Smith Evening Hour でアニタ・カーターと一緒に歌った。この珍しいテレビ出演はウィリアムズの演奏の数少ないフィルムクリップの一つである。

## 注目すべきカバー・バージョン
多くのアーティストがこの曲をカバーしている。その中でも特に成功しているのは以下の通り：
- ガイ・ミッチェルは1951年にこの曲で短期間でビルボード・チャートに登場し、最高28位となった[5]。
- ジョニー・ティロットソンの1962年の演奏は米国のビルボード・ホット100で24位、アダルト・コンテンポラリー・チャートで8位となった[6]。
- リンダ・ロンシュタットはこの曲を1974年のアルバム『悪いあなた』でカバーし、米国のカントリー・チャートで2位に達した[7]。このカバーによってロンシュタットはグラミー賞の最優秀女性カントリー・ヴォーカル・パフォーマンス賞を受賞した。
- キャット・パワーはこの曲を "Still in Love" として1996年のアルバムMyra Lee でカバーした。

## チャートでの成績
| チャート (1951年)                  | 最高順位 |
| ---------------------------------- | -------- |
| U.S. Billboard Hot Country Singles | 2        |